# Acridoschema isidori
Acridoschema isidori là một loài bọ cánh cứng trong họ Cerambycidae.